# Peter Bilý
Peter Bilý (ur. 4 maja 1978 w Koszycach) – słowacki pisarz i tłumacz
W 1998 r. podjął studia filozoficzne w Rzymie i jako członek augustiańskiej wspólnoty religijnej złożył tymczasowe śluby zakonne. W 2000 r. przerwał studia i opuścił wspólnotę religijną.
Przez ponad 10 lat mieszkał w Hiszpanii.
Debiutował zbiorem wierszy Spomalené prítmie (2001). Opublikował także zbiory: V zajatí obrazu (2002), Posledná siesta milencov (2006) oraz powieści: Démon svätosti (2004) (nagrodzona przez wydawnictwo „Slovenský spisovateľ” jako Książka roku 2004), Vzbura anjelov (2005) i Don Giovanni (nagroda Knižní revue, książka roku 2007). Jest również autorem przekładów ogłoszonych na łamach czasopism, na swoim koncie ma tłumaczenia z literatury francuskiej, włoskiej, hiszpańskiej, meksykańskiej, galicyjskiej i amerykańskiej.